# Madrid (Iowa)
Madrid /ˈmædrɪd/ é uma cidade localizada no estado americano de Iowa, no Condado de Boone. 

## Demografia
Segundo o censo americano de 2010, a sua população era de 2 543 habitantes. Em 2019, foi estimada uma população de 2 549 habitantes.